# 盧庫蘇濟國家公園
盧庫蘇濟國家公園（Lukusuzi National Park）是非洲中部國家贊比亞的國家公園，位於盧安瓜河東面，距離奇帕塔約100公里，佔地2,540平方公里，野生動物有獅子、鬣狗、非洲象、角馬、疣豬等。

## 外部連結
- Lukusuzi National Park （页面存档备份，存于）